# 2023년 에밀리아로마냐 그랑프리
2023 에밀리아로마냐 그랑프리(공식 명칭: 포뮬러 1 카타르 에어웨이즈 그란 프레미오 델 마데 인 이탈리 에 델레밀리아로마냐 2023)는 이탈리아에 위치한 이몰라 서킷에서 열릴 예정이었다. 이번 그랑프리는 2023년 포뮬러 원 시즌의 6번째 라운드로 5월 19일부터 21일까지 열릴 예정이었으나 북부 에밀리아로마냐주에 내린 기록적인 폭우로 대홍수가 발생하면서 취소되었다.